# KAFOS
KAFOS (Karadeniz Fiber Optik Sistemi - Crnomorski optički sustav) je podmorski telekomunikacijski kabelski sustav u Crnom moru koji povezuje Rumunjsku, Bugarsku i Tursku.
Na obalu izlazi na sljedećim mjestima:
- Mangalia, Rumunjska
- Varna, Bugarska
- Istanbul, Turska

Ima prijenosni kapacitet od 8 Tbit/s, a ukupna duljina kabela 504 km. S radom je započeo 13. lipnja 1997. godine.